# سافيت سوشيتش
سافيت سوشيتش (بالبوسنوية: Safet Sušić)‏، من مواليد 13 ابريل 1955، لاعب كرة قدم يوغسلافي سابق، ومدرب كرة قدم بوسني حالي.
لعب مع منتخب يوغسلافيا لكرة القدم.

## مسيرته الكروية
لعب سافيت سوسيتش خلال مسيرته الاحترافية مع 3 أندية في عشرون موسمًا وسجل خلالها 153 هدف ضمن 525 مباراة. حيث فاز في موسم واحد بالكأس وفي موسم واحد بالدوري.
خاض سافيت سوسيتش مسيرته مع نادي ساراييفو في موسم 1973–74 ليلعب معه عشرة مواسم، مشاركًا في 221 مباراة سجل خلالها 84 هدفًا. ثم انتقل إلى نادي باريس سان جيرمان في موسم 1982–83 ليلعب معه تسعة مواسم، حيث شارك في 287 مباراة سجل خلالها 66 هدفًا. لينتقل بعدها إلى نادي النجم الأحمر سانت أوين في موسم 1991–92 لمدة موسم واحد، مشاركًا في 17 مباراة سجل خلالها 3 أهداف.

## روابط خارجية
- سافيت سوسيتش على موقع الاتحاد الدولي (مؤرشف)  (الإنجليزية)
- سافيت سوسيتش على موقع الاتحاد الأوربي (الإنجليزية)
- سافيت سوسيتش على موقع اتحاد تركيا (مدرب) (الإنجليزية)
- سافيت سوسيتش على موقع قاعدة بيانات كرة القدم.إي يو (الإنجليزية)
- سافيت سوسيتش على موقع ليكيب (الفرنسية)
- سافيت سوسيتش على موقع ناشيونال فوتبول تيمز (الإنجليزية)
- سافيت سوسيتش على موقع عالم كرة القدم.نت (الإنجليزية)
- سافيت سوسيتش على موقع كووورة